# Колесов, Михаил Александрович
Михаил Александрович Колесов — старший лейтенант пограничных войск КГБ СССР, участник войны в Афганистане, погиб при исполнении служебных обязанностей, кавалер ордена Красного Знамени (посмертно).

## Биография
Михаил Александрович Колесов родился 6 сентября 1958 года в деревне Гаева Исетского района Тюменской области. Учился сначала в Бархатовской средней школе, затем в Исетской средней школе № 1. В августе 1975 года Колесов был призван на службу в Вооружённые Силы СССР и поступил в Тюменское высшее военно-инженерное командное училище. Окончил данное учебное заведение в 1979 году.
В марте 1981 года Колесов был направлен для дальнейшего прохождения службы на границу Таджикской Советской Социалистической Республики с Демократической Республикой Афганистан, получив назначение на должность командира инженерно-сапёрного взвода 48-го пограничного отряда Пограничных войск Комитета государственной безопасности при Совете Министров СССР, основным местом дислокации которого был город Пяндж. В общей сложности принимал участие в четырёх боевых операциях.
14 февраля 1982 года Колесов со своим взводом участвовал в отражении нападения афганских моджахедов на автоколонну. Действуя под массированным вражеским огнём, сапёры во главе с ним смогли проделать проход для основных сил, чем спасли их от разгрома. В том бою Колесов получил смертельное ранение в живот, до последней минуты выполняя свои обязанности. Похоронен на кладбище в деревне Гаева Исетского района Тюменской области.
Указом Президиума Верховного Совета СССР старший лейтенант Михаил Александрович Колесов посмертно был удостоен ордена Красного Знамени, также награждён медалью «За отличие в охране государственной границы СССР».

## Память
- Именем Михаила Колесова названа одна из улица в городе Тюмени[4].
- В честь Колесова названа Бархатовская средняя школа Исетского района Тюменской области, в которой он некогда учился[3].
- На здании Исетской средней школы № 1, которую оканчивал Колесов, установлена мемориальная доска[5].
- В родной деревне Колесова, Гаевой Исетского района, ему установлен памятник[6].